# Lendület program
A Lendület program a Magyar Tudományos Akadémia 2009-ben létrehozott programja, melynek célja a hazai és nemzetközi tudományos életben kimagasló teljesítményű fiatal kutatók támogatása, a kutatói elvándorlás visszaszorítása, a tehetség-utánpótlás biztosítása, ezzel a akadémiai kutatóintézet-hálózat és az egyetemek versenyképességének növelése.
Az akadémia a pályázat díjazottjait 5 évre szóló támogatási programban részesíti. A program jellemző éves támogatása 400 millió forint, mely minden évben a nyertes 10–20 kutatócsoport között oszlik meg. A pályázat keretében 2009 és 2018 között összesen 164 kutatót díjaztak.

## Története
A pályázatot 2009. január 14-én hirdette meg első alkalommal az MTA elnöke. A pályázattal járó adminisztratív feladatokat az Akadémián működő Kutatási Pályázatok Főosztálya látja el.
2012-től kezdve a díjazottak között három kategóriát különböztetnek meg:
1. az első saját kutatócsoportot indító, jellemzően 38 év alatti pályázókat az I. kategórián belül díjazzák;
2. a már jelentős kutatás-fejlesztési gyakorlattal rendelkező, jellemzően 35–45 év közötti kutatók a II. kategóriába kerülhetnek;
3. a nemzetközi tudományos életben is kiemelkedő kutatók számára hozták létre a III. kategóriát, melynek neve „Célzott Lendület”. E csoportba jellemzően 45 év alatti, a gazdasági versenyképességet közvetlenül szolgáló kutatásokra vállalkozó kutatók kerülnek.[7]

A 2018-ban megjelent, következő évi költségvetési tervezet szerint a kormány a Lendület program 3,2 milliárd forintos forrását az MTA-tól az Innovációs és Technológiai Minisztériumhoz csoportosítaná. A tervezettel kapcsolatban a Lendület-kutatócsoportok vezetői nyilatkozatban kérték, hogy a program maradjon az MTA kezelésében.

## Vélemények
2009-ben, az első pályázat nyerteseinek bemutatása alkalmával Pálinkás József MTA-elnök kiemelte, hogy „nem csupán az akadémiai kutatóintézet-hálózat megújításának záloga egy ilyen nemes versengés, hanem kitörési pont ez a program hazánk versenyképességének növelése szempontjából is.” Abonyi János egyetemi tanár, a pályázat egyik 2017-es díjazottja úgy méltatta a programot, hogy „Mit jelent nekem a Lendület Pályázatban való részvétel? Időt. Öt évet, hogy azzal foglalkozhassak, ami igazán érdekel,öt évet, hogy olyan munkakörülmények között dolgozzak, amely tényleg segíti az elmélyült minőségre irányuló munkát.” 2018-ban Lovász László, az Akadémia elnöke úgy nyilatkozott, hogy a Lendület program keretében "létrejött egy új fiatal, itthon kutató réteg, amely hatalmas erőt képvisel." 

## A pályázat díjazottjai

### Díjazottak száma évente
| Év       | Díjazottak száma |
| -------- | ---------------- |
| 2009     | 5                |
| 2010     | 7                |
| 2011     | 16               |
| 2012     | 37               |
| 2013     | 14               |
| 2014     | 18               |
| 2015     | 13               |
| 2016     | 11               |
| 2017     | 22               |
| 2018     | 21               |
| 2019     | 16               |
| összesen | 180              |

### Az összes díjazott
| Év   | Kutató                    | Tudományterület            | Intézmény                                                   | Létrehozott kutatócsoport                                                                    | Tudományos téma | Kategória | Források             |
| ---- | ------------------------- | -------------------------- | ----------------------------------------------------------- | -------------------------------------------------------------------------------------------- | --- | --------- | -------------------- |
| 2009 | Buday László              | sejtbiológia               | MTA Természettudományi Kutatóközpont                        | MTA TTK EI Lendület Jelátviteli Kutatócsoport                                                | A növekedési faktorok jelátviteli pályának kutatása |           | [ 15 ] [ 16 ]        |
| 2009 | Kiss László               | csillagászat               | MTA Csillagászati és Földtudományi Kutatóközpont            | MTA CSFK Lendület Exobolygók és Csillagszerkezet Kutatócsoport                               | A csillagszerkezet és csillagfejlődés kutatása, különös tekintettel a csillagpulzációra és a szoros kettőscsillagok kölcsönhatásaira, valamint a csillaghalmazok asztrofizikájára |           | [ 15 ] [ 17 ]        |
| 2009 | Papp Balázs               | biológia                   | MTA Szegedi Biológiai Kutatóközpont                         | MTA SZBK Lendület Számítógépes Rendszerbiológiai Kutatócsoport                               | Mikrobiális sejtek számítógépes és evolúciós rendszerbiológiai vizsgálata |           | [ 15 ] [ 18 ]        |
| 2009 | Szabadics János           | agykutatás                 | MTA Kísérleti Orvostudományi Kutatóközpont                  | MTA KOKI Lendület Celluláris Neurofarmakológiai Kutatócsoport                                | Agykutatás, az agyi hálózatokat alkotó kis méretű sejtrészek elektromos aktivitásának vizsgálata |           | [ 15 ] [ 19 ]        |
| 2009 | Tardos Gábor              | matematika                 | MTA Rényi Alfréd Matematikai Kutatóintézet                  | MTA RAMKI Lendület Kriptográfia Kutatócsoport                                                | Digitális dokumentumok ujjlenyomat kódjainak tervezése, a kódok kapacitásának vizsgálata [...] |           | [ 15 ] [ 20 ]        |
| 2010 | Fekete Csaba              | agykutatás                 | MTA Kísérleti Orvostudományi Kutatóközpont                  | MTA KOKI Lendület Integratív Neuroendokrinológiai Kutatócsoport                              | Az energiaháztartást szabályozó idegrendszeri hálózatok vizsgálata rágcsáló és emberi agyban |           | [ 15 ] [ 21 ]        |
| 2010 | Galajda Péter             | sejtbiológia               | MTA Szegedi Biológiai Kutatóközpont                         | MTA SZBK Lendület Sejtbiofizika Kutatócsoport                                                | Mikro- és nanotechnológia segítségével pontosan megtervezett mikroszkopikus élőhelyek létrehozása |           | [ 15 ] [ 21 ]        |
| 2010 | Gali Ádám                 | nanoszerkezetek            | MTA Wigner Fizikai Kutatóközpont                            | MTA WIGNER FK Lendület Félvezető Nanoszerkezetek Kutatócsoport                               | Biológiai észlelőrendszerekhez és harmadik generációs napelemekhez újszerű megoldások fejlesztése |           | [ 15 ] [ 22 ]        |
| 2010 | Kóczy Á. László           | játékelmélet               | MTA Közgazdaság- és Regionális Tudományi Kutatóközpont      | MTA KRTK Lendület Játékelméleti Kutatócsoport                                                | Kooperatív játékelmélet |           | [ 15 ] [ 23 ]        |
| 2010 | Soós Tibor                | kémia                      | MTA Természettudományi Kutatóközpont                        | MTA TTK SZKI Lendület FLP Kutatócsoport                                                      | Olyan módszerek kifejlesztése, amelyek jelentősen csökkentik a szintetikus eljárások környezeti terheléseit |           | [ 15 ] [ 24 ]        |
| 2010 | Stipsicz András           | matematika                 | MTA Rényi Alfréd Matematikai Kutatóintézet                  | MTA Rényi Intézet Lendület Alacsony Dimenziós Topológia Kutatócsoport                        | Alacsony dimenziós topológia |           | [ 15 ] [ 25 ]        |
| 2010 | Szakács Gergely           | biológia                   | MTA Természettudományi Kutatóközpont                        | MTA TTK EI Lendület Membránbiológia Kutatócsoport                                            | Daganatellenes szerek új generációjának megalapozása és a személyre szabott terápiát szolgáló új eljárások kifejlesztése |           | [ 15 ] [ 26 ]        |
| 2011 | Báldi András              | ökológia                   | MTA Ökológiai Kutatóközpont                                 | MTA ÖK Lendület Ökoszisztéma-szolgáltatás Kutatócsoport                                      | |           | [ 15 ]               |
| 2011 | Bányai Krisztián          | orvostudomány              | MTA Agrártudományi Kutatóközpont                            | MTA ATK ÁOTI Lendület 'Új Kórokozók Felderítése' Kutatócsoport                               | Az ember és a különböző állatfajok fertőző betegségei |           | [ 15 ] [ 27 ]        |
| 2011 | Bíró Tamás                | sejtbiológia               | Debreceni Egyetem                                           | MTA-DE Lendület Sejtélettani Kutatócsoport                                                   | Élettani folyamatok sejtszintű megismerése |           | [ 15 ] [ 28 ]        |
| 2011 | Derényi Imre              | biofizika                  | Eötvös Loránd Tudományegyetem                               | MTA-ELTE Lendület Biofizikai Kutatócsoport                                                   | Molekuláris motorfehérjék működése |           | [ 15 ] [ 29 ]        |
| 2011 | Domokos Péter             | kvantummechanika           | MTA Wigner Fizikai Kutatóközpont                            | MTA Wigner FK Lendület Kvantummérés Kutatócsoport                                            | |           | [ 15 ] [ 30 ]        |
| 2011 | Fekete Andrea             | orvostudomány              | Semmelweis Egyetem                                          | MTA-SE Lendület Diabétesz Kutatócsoport                                                      | Cukorbetegség okainak és gyógyításainak vizsgálata |           | [ 15 ] [ 31 ]        |
| 2011 | Geiszt Miklós             | enzimológia                | Semmelweis Egyetem                                          | MTA-SE Lendület Peroxidáz Enzimek Kutatócsoport                                              | Reaktív oxigén származékok képződése és hatása |           | [ 15 ] [ 32 ]        |
| 2011 | Kovács Mihály             | enzimológia                | Eötvös Loránd Tudományegyetem                               | MTA-ELTE Lendület Motorenzimológiai Kutatócsoport                                            | Motorenzimek vizsgálata |           | [ 15 ] [ 33 ] [ 34 ] |
| 2011 | Kovács Tamás György       | részecskefizika            | MTA Atommagkutató Intézet                                   | MTA Atomki Lendület Rács Kvantum-színdinamika Kutatócsoport                                  | Elméleti részecskefizika |           | [ 15 ] [ 35 ]        |
| 2011 | Makara Judit              | neurobiológia              | MTA Kísérleti Orvostudományi Kutatóközpont                  | MTA KOKI Lendület Idegi Jelátvitel Kutatócsoport                                             | |           | [ 15 ]               |
| 2011 | Martinek Tamás            | polimertechnológia         | Szegedi Tudományegyetem                                     | MTA-SZTE Lendület Foldamer Kutatócsoport                                                     | Mesterséges önrendeződő polimereket, az úgynevezett foldamereket vizsgálata |           | [ 15 ] [ 36 ]        |
| 2011 | Ősi Attila                | paleontológia              | Eötvös Loránd Tudományegyetem                               | MTA-ELTE Lendület Dinoszaurusz Kutatócsoport                                                 | Paleontológia |           | [ 15 ] [ 37 ]        |
| 2011 | Reglődi Dóra              | sejtbiológia               | Pécsi Tudományegyetem                                       | MTA-PTE Lendület PACAP Kutatócsoport                                                         | Sejtvédelem |           | [ 15 ] [ 38 ]        |
| 2011 | Surányi Balázs            | nyelvészet                 | MTA Nyelvtudományi Intézet                                  | MTA NYTI Lendület Kvantorhatókör Kutatócsoport                                               | |           | [ 15 ]               |
| 2011 | Szüts Dávid               | genetika                   | MTA Természettudományi Kutatóközpont                        | MTA TTK Lendület Genom Stabilitás Kutatócsoport                                              | |           | [ 15 ]               |
| 2011 | Zaránd Gergely            | kvantummechanika           | Budapesti Műszaki és Gazdaságtudományi Egyetem              | MTA-BME Lendület Egzotikus Kvantumfázisok Kutatócsoport                                      | A mikroelektronika fejlődése szempontjából kiemelkedő fontosságú parányi áramkörök vizsgálata |           | [ 15 ] [ 39 ]        |
| 2012 | Abért Miklós              | gráfelmélet                | MTA Rényi Alfréd Matematikai Kutatóintézet                  | MTA Rényi Lendület Csoportok és Gráfok Kutatócsoport                                         | |           | [ 15 ]               |
| 2012 | Bajnok Zoltán             | kvantumtérelmélet          | MTA Wigner Fizikai Kutatóközpont                            | MTA Wigner FK Lendület Holografikus Kvantumtérelmélet Kutatócsoport                          | |           | [ 15 ]               |
| 2012 | Barta Zoltán              | etológia                   | Debreceni Egyetem                                           | MTA-DE Lendület Viselkedésökológiai Kutatócsoport                                            | Az individualitás és a szociális jelenségek közötti evolúciós összjáték. |           | [ 15 ] [ 40 ]        |
| 2012 | Benczúr András            | adatbányászat              | MTA Számítástechnikai és Automatizálási Kutatóintézet       | MTA SZTAKI Lendület Big Data Kutatócsoport                                                   | |           | [ 15 ]               |
| 2012 | Chinopoulos Christos      | biokémia                   | Semmelweis Egyetem                                          | MTA–SE Lendület Neurobiokémia Munkacsoport                                                   | A rendezetlen fehérjék és komplexeik vizsgálata, szabályozó mechanizmusaik felderítése |           | [ 15 ] [ 41 ]        |
| 2012 | Csanády László            | sejtbiológia               | Semmelweis Egyetem                                          | MTA-SE Lendület Ioncsatorna Kutatócsoport                                                    | A CFTC-ioncsatornák szerkezete és működése, az ABC-fehérjék konzervált mechanizmusainak megértése |           | [ 15 ] [ 42 ]        |
| 2012 | Dalos Anna                | zenetudomány               | MTA Bölcsészettudományi Kutatóközpont                       | MTA BTK ZTI „Lendület” 20-21. Századi Magyar Zenei Archívum és Kutatócsoport                 | A 20. és 21. századi magyar zene, valamint egy ezzel kapcsolatos nemzeti archívum létrehozása |           | [ 15 ] [ 43 ]        |
| 2012 | Deák Andrea               | kémia                      | MTA Természettudományi Kutatóközpont                        | MTA TTK SZKI Lendület Szupramolekuláris Kémiai Laboratórium                                  | |           | [ 15 ]               |
| 2012 | Frei Zsolt                | asztrofizika               | Eötvös Loránd Tudományegyetem                               | MTA-ELTE EIRSA Lendület Asztrofizikai Kutatócsoport                                          | |           | [ 15 ]               |
| 2012 | Fuxreiter Mónika          | sejtbiológia               | Debreceni Egyetem                                           | MTA-DE Lendület Fehérjedinamikai Kutatócsoport                                               | A rendezetlen fehérjék és komplexeik vizsgálata, szabályozó mechanizmusaik felderítése, a fehérjeevolúció |           | [ 15 ] [ 44 ]        |
| 2012 | Guttman András            | sejtbiológia               | Pannon Egyetem                                              | MTA-PE Lendület Transzlációs Glikomika Kutatócsoport                                         | A sejtfelszíni cukorszerkezetek minden részletre kiterjedő vizsgálata egy új transzlációs glikomika iskola keretében. | III.      | [ 15 ] [ 45 ]        |
| 2012 | Gyuranecz Miklós          | bakteriológia              | MTA Agrártudományi Kutatóközpont                            | MTA ATK ÁOTI Lendület Zoonótikus Bakteriológia és Mycoplasmatológia Kutatócsoport            | Zoonótikus bakteriológia és mycoplasmológia |           | [ 15 ] [ 46 ]        |
| 2012 | Hájos Norbert             | neurobilógia               | MTA Kísérleti Orvostudományi Kutatóközpont                  | MTA KOKI Lendület Hálózat-Idegélettani Kutatócsoport                                         | |           | [ 15 ]               |
| 2012 | Hettyey Attila            | ökológia                   | MTA Agrártudományi Kutatóközpont                            | MTA ATK NÖVI Lendület Evolúciós Ökológiai Kutatócsoport                                      | A ragadozó-préda kölcsönhatás, a fenotípusos plaszticitás és a szexuális szelekció vizsgálata |           | [ 15 ] [ 47 ]        |
| 2012 | Homolya László            | sejtbiológia               | MTA Természettudományi Kutatóközpont                        | MTA TTK EI Lendület Molekuláris Sejtbiológiai Laboratórium                                   | |           | [ 15 ]               |
| 2012 | Horváth Róbert            | nanotechnológia            | MTA Energiatudományi Kutatóközpont                          | MTA EK MFA Lendület Nanobioszenzorika Kutatócsoport                                          | |           | [ 15 ] [ 48 ]        |
| 2012 | Józsi Mihály Krisztián    | sejtbiológia               | Eötvös Loránd Tudományegyetem                               | MTA-ELTE Lendület Komplement Kutatócsoport                                                   | A kórokozók elleni védelem szempontjából fontos komplementrendszer fő szabályozófehérjéje, a H-faktor. |           | [ 15 ] [ 49 ]        |
| 2012 | Katz Sándor               | részecskefizika            | Eötvös Loránd Tudományegyetem                               | MTA-ELTE Lendület Rácstérelméleti Kutatócsoport                                              | A protonok, neutronok és a kvark-gluon plazma közti átmenet tulajdonságainak vizsgálata |           | [ 15 ] [ 50 ]        |
| 2012 | Kern Zoltán               | régészet                   | MTA Csillagászati és Földtudományi Kutatóközpont            | MTA CSFK Lendület 2ka Paleoklíma Kutatócsoport                                               | |           | [ 15 ]               |
| 2012 | Kukovecz Ákos             | anyagtudomány              | Szegedi Tudományegyetem                                     | MTA-SZTE Lendület Pórusos Nanokompozitok Kutatócsoport                                       | A fluidomok (gázok és folyadékok) és a nanorészecskékből álló makro- és mezoporózusos hálózatok kölcsönhatása |           | [ 15 ] [ 51 ]        |
| 2012 | Legeza Örs                | fizika                     | MTA Wigner Fizikai Kutatóközpont                            | MTA Wigner FK Lendület Erősen Korrelált Rendszerek Kutatócsoport                             | |           | [ 15 ]               |
| 2012 | Molnár Lajos              | funkcionálanalízis         | Debreceni Egyetem                                           | MTA-DE Lendület Funkcionálanalízis Kutatócsoport                                             | Matematikai struktúrák tanulmányozása; nemlineáris, illetve kvantummechanikai vonatkozású kérdések vizsgálata |           | [ 15 ] [ 52 ]        |
| 2012 | Nagy László               | genetika                   | Debreceni Egyetem                                           | MTA-DE Lendület Immungenomikai Kutatócsoport                                                 | A krónikus gyulladások, cukorbetegség és az érelmeszesedéshez vezető génkifejeződésbeli változások vizsgálata és azok mechanizmusainak megismerése |           | [ 15 ] [ 53 ]        |
| 2012 | Novák Zoltán              | kémia                      | Eötvös Loránd Tudományegyetem                               | MTA-ELTE Lendület Katalízis és Szerves Szintézisek Kutatócsoport                             | Az eddig ismert katalitikus eljárások fejlesztése, illetve új katalitikus átalakítások kidolgozása |           | [ 54 ]               |
| 2012 | Nusser Zoltán             | neurobilógia               | MTA Kísérleti Orvostudományi Kutatóközpont                  | MTA KOKI Lendület Celluláris Idegeléttani Kutatócsoport                                      | |           | [ 15 ]               |
| 2012 | Orbán Gergő               |                            | MTA Wigner Fizikai Kutatóközpont                            | MTA Wigner FK Lendület Komputációs Rendszer-idegtudományi Labor                              | |           | [ 15 ]               |
| 2012 | Pál András                | asztrofizika               | MTA Csillagászati és Földtudományi Kutatóközpont            | MTA CSFK Lendület Légyszem Kutatócsoport                                                     | Egy 19 egyedi kamerából álló műszer - egy úgynevezett Légyszem-kamera - építése, amellyel a teljes égbolton, a gyakorlatban 30 foknál nagyobb horizont feletti magasságnál tudják megfigyelni a 15 magnitúdónál fényesebb égitestek fényváltozásait - a percestől akár több éves időskálán átívelve. |           | [ 15 ] [ 55 ]        |
| 2012 | Pál Csaba                 | biológia                   | MTA Szegedi Biológiai Kutatóközpont                         | MTA SZBK Lendület Szintetikus és Rendszerbiológiai Kutatócsoport                             | |           | [ 15 ]               |
| 2012 | Pálffy Géza               | történelem                 | MTA Bölcsészettudományi Kutatóközpont                       | MTA BTK TTI Lendület Szent Korona Kutatócsoport                                              | A magyar uralkodókoronázások és a Szent Korona 16-19. századi históriája. |           | [ 15 ] [ 56 ]        |
| 2012 | Pós Zoltán                | immunológia                | Semmelweis Egyetem                                          | MTA-SE Lendület Kísérletes és Transzlációs Immunomikai Kutató Csoport                        | A szöveti rezidens T-sejt memóriavizsgálata |           | [ 15 ] [ 57 ]        |
| 2012 | Takács Károly             | szociológia                | MTA Társadalomtudományi Kutatóközpont                       | MTA TK Lendület RECENS Kutatócsoport                                                         | |           | [ 15 ]               |
| 2012 | Takács Gábor              | kvantumtérelmélet          | Budapesti Műszaki és Gazdaságtudományi Egyetem              | MTA-BME Lendület Statisztikus Térelméleti Kutatócsoport                                      | Kvantumtérelméleti modellek segítségével erősen korrelált kvantumrendszerek megértése |           | [ 15 ] [ 58 ]        |
| 2012 | Tapolcai János            | számítástechnika           | Budapesti Műszaki és Gazdaságtudományi Egyetem              | MTA-BME Lendület Jövő Internet Kutatócsoport                                                 | A megbízható, több évig is hibamentesen működő Internet. |           | [ 15 ] [ 59 ]        |
| 2012 | Tasnádi Attila            | közgazdaságtan             | Budapesti Corvinus Egyetem                                  | MTA-BCE Lendület Stratégiai Interakciók Kutatócsoport                                        | Az állam hatékonyabb piaci szerepvállalása, az egyes piacokon megfigyelhető folyamatosan romló termékminőség és a korrupció kérdései. |           | [ 15 ] [ 60 ]        |
| 2012 | Tusnády E. Gábor          | biológia                   | MTA Természettudományi Kutatóközpont                        | MTA TTK EI Lendület Membránfehérje Bioinformatika Kutatócsoport                              | |           | [ 15 ]               |
| 2012 | Tusor Péter               | egyháztörténet             | Pázmány Péter Katolikus Egyetem                             | MTA-PPKE Lendület Egyháztörténeti Kutatócsoport                                              | A magyar egyházi elit római és bécsi integrációja a középkortól 1918-ig. |           | [ 15 ] [ 61 ]        |
| 2012 | Winkler István            | pszichológia               | MTA Természettudományi Kutatóközpont                        | MTA TTK KPI Lendület Beszédhang Szétválasztási Kutatócsoport                                 | |           | [ 15 ]               |
| 2013 | Berényi Antal             | orvostudomány              | Szegedi Tudományegyetem                                     | MTA-SZTE Lendület Oszcillatorikus Neuronhálózatok Kutatócsoport                              | Az epilepsziás rohamok gyakoriságát és időtartamát csökkentő kezelési eljárás megalapozása. |           | [ 15 ] [ 62 ]        |
| 2013 | Gyurcsányi Ervin Róbert   | biotechnológia             | Budapesti Műszaki és Gazdaságtudományi Egyetem              | MTA-BME Lendület Kémiai Nanoérzékelők Kutatócsoport                                          | Orvosdiagnosztikai szempontból fontos vírusok, fehérjék és nukleinsavak költséghatékony meghatározását lehetővé tevő új kémiai nanoszenzorok fejlesztése |           | [ 15 ] [ 63 ]        |
| 2013 | Katona István             | neurobilógia               | MTA Kísérleti Orvostudományi Kutatóközpont                  | MTA KOKI Lendület Molekuláris Neurobiológiai Kutatócsoport                                   | |           | [ 15 ]               |
| 2013 | Kállay Mihály             | kvantumkémia               | Budapesti Műszaki és Gazdaságtudományi Egyetem              | MTA-BME Lendület Kvantumkémiai Kutatócsoport                                                 | Nagy molekulákra alkalmazható, a jelenleginél kisebb számításigényű kvantumkémiai modellek fejlesztése |           | [ 15 ] [ 64 ]        |
| 2013 | Kele Péter                | kémia                      | MTA Természettudományi Kutatóközpont                        | MTA TTK SzKI Lendület Kémiai Biológia Laboratórium                                           | |           | [ 15 ]               |
| 2013 | Maurovich-Horvat Pál      | orvostudomány              | Semmelweis Egyetem                                          | MTA-SE Lendület Kardiovaszkuláris Képalkotó Kutatócsoport                                    | A koszorúerekben kialakuló, olykor közvetlen életveszélyt jelentő ateroszklerotikus lerakódások korai felismerése új biomarkerek és különféle képalkotó módszerek együttes alkalmazásával |           | [ 15 ] [ 65 ]        |
| 2013 | Mócsai Attila             | orvostudomány              | Semmelweis Egyetem                                          | MTA-SE Lendület Gyulladásélettani Kutatócsoport                                              | |           | [ 15 ]               |
| 2013 | Muraközy Balázs           | közgazdaságtan             | MTA Közgazdaság- és Regionális Tudományi Kutatóközpont      | MTA KRTK Lendület Vállalatok, Stratégia és Versenyképesség Kutatócsoport                     | |           | [ 15 ]               |
| 2013 | Patócs Attila             | orvostudomány              | Semmelweis Egyetem                                          | MTA-SE Lendület Örökletes Endokrin Daganatok Kutatócsoport                                   | A hormonrendszert érintő daganatos megbetegedések genetikai háttere |           | [ 15 ] [ 66 ]        |
| 2013 | Reményi Attila            | biológia                   | MTA Természettudományi Kutatóközpont                        | MTA TTK Lendület Fehérje Kölcsönhatás Kutatócsoport                                          | |           | [ 15 ]               |
| 2013 | Szegedy Balázs            | matematika                 | MTA Rényi Alfréd Matematikai Kutatóintézet                  | MTA Rényi Intézet Lendület Struktúrák Limeszei Kutatócsoport                                 | |           | [ 15 ]               |
| 2013 | Vankó György              | spektroszkópia             | MTA Wigner Fizikai Kutatóközpont                            | MTA WFK Lendület Femtoszekundumos Spektroszkópiai Kutatócsoport                              | |           | [ 15 ]               |
| 2013 | Varga Dezső               | részecskefizika            | MTA Wigner Fizikai Kutatóközpont                            | MTA Wigner FK Lendület Innovatív Detektorfejlesztő Kutatócsoport                             | Új típusú, gáztöltésű részecskedetektorok fejlesztése |           | [ 15 ] [ 67 ]        |
| 2013 | Varju Márton              | jogtudomány                | MTA Társadalomtudományi Kutatóközpont                       | MTA TK Lendület HPOPs-Magyarország közpolitikai lehetőségei az Európai Unióban Kutatócsoport | |           | [ 15 ]               |
| 2014 | Bay Péter                 | mikrobiológia              | Debreceni Egyetem                                           | MTA-DE Lendület Sejtmetabolizmus Kutatócsoport                                               | A mikrobiom és a tumor metabolizmus - a tumor, a gazdaszervezet és a mikrobiom kölcsönhatásai |           | [ 15 ] [ 68 ]        |
| 2014 | Bárány Attila             | történelem                 | Debreceni Egyetem                                           | MTA-DE Lendület Magyarország a Középkori Európában Kutatócsoport                             | Magyarország helye és képe a középkori Európában |           | [ 15 ] [ 69 ]        |
| 2014 | Dombi Péter               | optika                     | MTA Wigner Fizikai Kutatóközpont                            | MTA Wigner Lendület Ultragyors Nanooptika Kutatócsoport                                      | |           | [ 15 ]               |
| 2014 | Dosztányi Zsuzsanna       | bioinformatika             | Eötvös Loránd Tudományegyetem                               | MTA-ELTE Lendület Bioinformatika Kutatócsoport                                               | A fehérjék rendezetlen részein található, más molekulákhoz való kapcsolódásra szolgáló lineáris motívumok kölcsönhatásainak vizsgálata kísérletes és számítógépes módszerek, valamint a különböző betegségekhez tartozó adatok kombinálásával                                                        |           | [ 15 ] [ 70 ]        |
| 2014 | Győrffy Balázs            | orvostudomány              | MTA Természettudományi Kutatóközpont                        | MTA TTK Lendület Onkológiai Biomarker Kutatócsoport                                          | |           | [ 15 ]               |
| 2014 | Hegyi Péter               | orvostudomány              | Szegedi Tudományegyetem                                     | MTA-SZTE Lendület Gasztroenterológiai Multidiszciplináris Kutatócsoport                      | Újdonságok az akut pankreatitisz pathogenezisében: új terápiás lehetőség |           | [ 15 ] [ 71 ]        |
| 2014 | Jakus Zoltán Péter        | orvostudomány              | Semmelweis Egyetem                                          | MTA-SE Lendület Nyirokélettani Kutatócsoport                                                 | A pulmonális nyirokrendszer fejlődése és szerepe a tüdő felkészítésében az újszülöttkori légzésre |           | [ 15 ] [ 72 ]        |
| 2014 | Janáky Csaba              | elektrokémia               | Szegedi Tudományegyetem                                     | MTA-SZTE Lendület Fotoelektrokémiai Kutatócsoport                                            | Hibrid szerves/szervetlen fotokatódok fejlesztése, tüzelőanyagok napenergia segítségével való előállítása céljából |           | [ 15 ] [ 73 ]        |
| 2014 | Juhász Gábor              | biológia                   | MTA Szegedi Biológiai Kutatóközpont                         | MTA SZBK Lendület Drosophila Autofágia Kutatócsoport                                         | |           | [ 15 ]               |
| 2014 | Kézsmárki István          | anyagtudomány              | Budapesti Műszaki és Gazdaságtudományi Egyetem              | MTA-BME Lendület Magneto-optikai Spektroszkópia Kutatócsoport                                | Intelligens anyagok kutatása fotonikai és optikai bioszenzor alkalmazásokhoz |           | [ 15 ] [ 74 ]        |
| 2014 | Kiss Farkas Gábor         | szociológia                | Eötvös Loránd Tudományegyetem                               | MTA-ELTE Lendület Humanizmus Kelet-Közép-Európában Kutatócsoport                             | Történeti értelmiségi hálózatok: új eszközök a respublica litteraria vizsgálatára |           | [ 15 ] [ 75 ]        |
| 2014 | Kóspál Ágnes              | csillagászat               | MTA Csillagászati és Földtudományi Kutatóközpont            | MTA CSFK Lendület Korong-kutató Csoport                                                      | |           | [ 15 ]               |
| 2014 | Maria Lugaro              | csillagászat               | MTA Csillagászati és Földtudományi Kutatóközpont            | MTA CSFK Lendület AGB Nukleáris Asztrofizika és Csillagpor Kutatócsoport (LANAC)             | |           | [ 15 ]               |
| 2014 | Nagy Csongor István       | közgazdaságtan             | Szegedi Tudományegyetem                                     | MTA-SZTE Lendület Föderális Piacok Kutatócsoport                                             | Használni és kihasználni a közérdeket a szabad versennyel szemben |           | [ 15 ] [ 76 ]        |
| 2014 | Nagy László               | biológia                   | MTA Szegedi Biológiai Kutatóközpont                         | MTA SZBK Lendület Gomba Evolúciós Genomikai Kutatócsoport                                    | A gombák evolúciójanak nagy lépései: egy integratív komparatív genomikai megközelítés a komplexitás evoluciójának megértésére. |           | [ 15 ] [ 77 ]        |
| 2014 | Tapasztó Levente          | nanotechnológia            | MTA Energiatudományi Kutatóközpont                          | MTA EK Lendület 2D Nanoelektronika Kutatócsoport                                             | Újszerű 2D Anyagok Nanomegmunkálása |           | [ 15 ] [ 78 ]        |
| 2014 | Than Nándor Gábor         | biológia                   | MTA Természettudományi Kutatóközpont                        | MTA TTK Lendület Reprodukció Rendszerbiológiája Kutatócsoport                                | |           | [ 15 ]               |
| 2014 | Tóth Szilvia Zita         | biológia                   | MTA Szegedi Biológiai Kutatóközpont                         | MTA SZBK Lendület Molekuláris Fotobioenergetikai Csoport                                     | |           | [ 15 ]               |
| 2015 | Adamik Béla               | nyelvészet                 | MTA Nyelvtudományi Intézet                                  | MTA NYTI Lendület Számítógépes Latin Dialektológiai Kutatócsoport                            | |           | [ 15 ] [ 79 ]        |
| 2015 | Bödör Csaba               | molekuláris biológia       | Semmelweis Egyetem                                          | MTA-SE Lendület Molekuláris Onkohematológia Kutatócsoport                                    | |           | [ 79 ]               |
| 2015 | Hangya Balázs             | orvostudomány              | MTA Kísérleti Orvostudományi Kutatóintézet                  | MTA KOKI Lendület Rendszerszintű Idegtudomány Kutatócsoport                                  | |           | [ 15 ] [ 79 ]        |
| 2015 | Kiss Viktória             | régészet                   | MTA Bölcsészettudományi Kutatóközpont                       | MTA BTK Lendület Mobilitás Kutatócsoport                                                     | |           | [ 15 ] [ 79 ]        |
| 2015 | Mátés Lajos               | biológia                   | MTA Szegedi Biológiai Kutatóközpont                         | MTA SZBK Lendület Tumor Genom Kutatócsoport                                                  | |           | [ 15 ] [ 79 ]        |
| 2015 | Pásztor Gabriella         | részecskefizika            | Eötvös Loránd Tudományegyetem                               | MTA-ELTE Lendület CMS Részecske- és Magfizikai Kutatócsoport                                 | |           | [ 15 ] [ 79 ]        |
| 2015 | Rásonyi Miklós            | pénzügyi matematika        | MTA Rényi Alfréd Matematikai Kutatóintézet                  | MTA Rényi Lendület Pénzügyi Matematika Kutatócsoport                                         | |           | [ 15 ] [ 79 ]        |
| 2015 | Simon Ferenc              | szilárdtestfizika          | Budapesti Műszaki és Gazdaságtudományi Egyetem              | MTA-BME Lendület Spintronikai Kutatócsoport                                                  | |           | [ 15 ] [ 79 ]        |
| 2015 | Székvölgyi Lóránt         | genetika                   | Debreceni Egyetem                                           | MTA-DE Lendület Genom szerkezet és Rekombináció Kutatócsoport                                | |           | [ 15 ] [ 79 ]        |
| 2015 | Szilágyi Róbert Károly    | kémia                      | Eötvös Loránd Tudományegyetem                               | MTA-ELTE Lendület Kémiai Szerkezet/Reaktivitás Kutatócsoport                                 | |           | [ 15 ] [ 79 ]        |
| 2015 | Tory Kálmán               | genetika                   | Semmelweis Egyetem                                          | MTA-SE Lendület Nephrogenetikai Kutatócsoport                                                | |           | [ 15 ] [ 79 ]        |
| 2015 | Varró Dániel              | informatika                | Budapesti Műszaki és Gazdaságtudományi Egyetem              | MTA-BME Lendület Kiber-fizikai Rendszerek Kutatócsoport                                      | |           | [ 15 ] [ 79 ]        |
| 2015 | Kovácsné Weisz Boglárka   | történelem                 | MTA Bölcsészettudományi Kutatóközpont                       | MTA BTK Lendület Középkori Magyar Gazdaságtörténet Lendület Kutatócsoport                    | |           | [ 15 ] [ 79 ]        |
| 2016 | Ablonczy Balázs           | történelem                 | MTA Bölcsészettudományi Kutatóközpont                       | MTA BTK Lendület Trianon 100 Kutatócsoport                                                   | | II.       | [ 15 ] [ 80 ]        |
| 2016 | Beke-Somfai Tamás János   | kémia                      | MTA Természettudományi Kutatóközpont                        | MTA TTK Lendület Biomolekuláris Önrendeződés Kutatócsoport                                   | | I.        | [ 15 ] [ 80 ]        |
| 2016 | Biró Péter                | közgazdaságtan             | MTA Közgazdaság- és Regionális Tudományi Kutatóközpont      | MTA KRTK Lendület Mechanizmus Tervezési Kutatócsoport                                        | | II.       | [ 15 ] [ 80 ]        |
| 2016 | Dénes Ádám                | orvostudomány              | MTA Kísérleti Orvostudományi Kutatóintézet                  | MTA KOKI Lendület Neuroimmunológia Kutatócsoport                                             | | II.       | [ 15 ] [ 80 ]        |
| 2016 | Insperger Tamás Antal     | mechanika                  | Budapesti Műszaki és Gazdaságtudományi Egyetem              | MTA-BME Lendület Emberi Egyensúlyozás Kutatócsoport                                          | | II.       | [ 15 ] [ 80 ]        |
| 2016 | Markó Alexandra           | nyelvészet                 | Eötvös Loránd Tudományegyetem                               | MTA-ELTE Lendület Lingvális Artikuláció Kutatócsoport                                        | | I.        | [ 15 ] [ 80 ]        |
| 2016 | Papp Tamás                | biológia                   | Szegedi Tudományegyetem                                     | MTA-SZTE Lendület Gomba Patogenitási Mechanizmusok Kutatócsoport                             | | II.       | [ 15 ] [ 80 ]        |
| 2016 | Sramkó Gábor              | biológia                   | Debreceni Egyetem                                           | MTA-DE Lendület Evolúciós Filogenomikai Kutatócsoport                                        | | I.        | [ 15 ] [ 80 ]        |
| 2016 | Szöllősi Gergely János    | biológia                   | Eötvös Loránd Tudományegyetem                               | MTA-ELTE Lendület Evolúciós Genomika Kutatócsoport                                           | | I.        | [ 15 ] [ 80 ]        |
| 2016 | Virág Bálint              | matematika                 | MTA Rényi Alfréd Matematikai Kutatóintézet                  | MTA Rényi Lendület Véletlen Spektrum Kutatócsoport                                           | | II.       | [ 15 ] [ 80 ]        |
| 2016 | Werner Norbert            | csillagászat               | Eötvös Loránd Tudományegyetem                               | MTA-ELTE Lendület Forró Univerzum Kutatócsoport                                              | | II.       | [ 15 ] [ 80 ]        |
| 2017 | Abonyi János              | szociológia                | Pannon Egyetem                                              | MTA-PE Lendület Komplex Rendszerek Figyelemmel Kísérése Kutatócsoport                        | Komplex rendszerek megfigyelése a negyedik ipari forradalomban | II.       | [ 4 ] [ 15 ]         |
| 2017 | Andics Attila             | etológia                   | Eötvös Loránd Tudományegyetem                               | MTA-ELTE Lendület Neuroetológiai Kutatócsoport                                               | Összehasonlító agyi képalkotás emlősökben: egy neuroetológiai megközelítés a lexikális reprezentációk kialakulásának vizsgálatára |           | [ 4 ] [ 15 ]         |
| 2017 | Csanády László            | enzimológia                | Semmelweis Egyetem                                          | MTA-SE Lendület Ioncsatorna Kutatócsoport                                                    | Kórtani jelentőségű ioncsatorna-enzimek szerkezete, működése és gyógyszertana | II.       | [ 4 ] [ 15 ]         |
| 2017 | Csonka Szabolcs           | szilárdtestfizika          | Budapesti Műszaki és Gazdaságtudományi Egyetem              | MTA-BME Lendület Nanoelektronika Kutatócsoport                                               | Spinfizika alacsony dimenziós nanoszerkezetekben | II.       | [ 4 ] [ 15 ]         |
| 2017 | Csörsz Rumen István       | irodalomtörténet           | MTA Bölcsészettudományi Kutatóközpont                       | MTA BTK Lendület Nyugat-magyarországi irodalom (1770–1820) Kutatócsoport                     | Irodalmi nyilvánosság a polgárosodó Nyugat-Magyarországon (1770–1820) | II.       | [ 4 ] [ 15 ]         |
| 2017 | Demeter Tamás             | tudománytörténet           | MTA Bölcsészettudományi Kutatóközpont                       | MTA BTK Lendület Morál és Tudomány Kutatócsoport                                             | Erkölcsök és értékek a modern tudományban: episztémikus, szociális, esztétikai | II.       | [ 4 ] [ 15 ]         |
| 2017 | Erdélyi Gabriella         | történelem                 | MTA Bölcsészettudományi Kutatóközpont                       | MTA BTK Lendület Családtörténeti Kutatócsoport                                               | Magyar családtörténet a modernitás előtt: Gyermekkor és családintegrációk a 16–19. században | II.       | [ 4 ] [ 15 ]         |
| 2017 | Feszty Dániel             | gépipar                    | Széchenyi István Egyetem, Audi Hungaria Zrt.                | MTA-SZE Lendület Járműakusztikai Kutatócsoport                                               | Módszertani fejlesztések gépjárművek zaj- és rezgéstani jellemzőinek elemzéséhez és számításához | III.      | [ 4 ] [ 15 ] [ 81 ]  |
| 2017 | Harcos Gergely            | matematika                 | MTA Rényi Alfréd Matematikai Kutatóintézet                  | MTA Rényi Intézet Lendület Automorf Kutatócsoport                                            | Spektrális módszerek aritmetikus sokaságokon | II.       | [ 4 ] [ 15 ]         |
| 2017 | Kádár Zoltán Dániel       | nyelvészet                 | MTA Nyelvtudományi Intézet                                  | MTA NYTI Lendület Interakciós Rítus Kutatócsoport                                            | Kultúraközi kommunikáció és a rítusok: Egy kutatási terület elméleti és társadalmi haszonnal | II.       | [ 4 ] [ 15 ]         |
| 2017 | Király Ildikó             | szociológia                | Eötvös Loránd Tudományegyetem                               | MTA-ELTE Lendület Társas Elmék Kutatócsoport                                                 | Az emberi szocialitás kognitív alapjai |           | [ 4 ] [ 15 ]         |
| 2017 | Lengyel Balázs            |                            | MTA Közgazdaság- és Regionális Tudományi Kutatóközpont      | MTA KRTK Lendület Agglomeráció és Társadalmi Kapcsolathálózatok Kutatócsoport                | Agglomeráció és társadalmi kapcsolathálózatok | I.        | [ 4 ] [ 15 ]         |
| 2017 | Lipinszki Zoltán          | biológia                   | MTA Szegedi Biológiai Kutatóközpont                         | MTA SZBK Lendület Sejtciklus Szabályozás Kutatócsoport                                       | Fehérje foszfatázok szerepe a mitózis szabályozásában |           | [ 4 ] [ 15 ]         |
| 2017 | Maléth József             | biológia                   | Szegedi Tudományegyetem                                     | MTA-SZTE Lendület Epitél Sejt Szignalizáció és Szekréció Kutatócsoport                       | Az endoplazmás retikulumplazma membrán mikrodomének felépítése és élettani szerepe polarizált epitél sejtekben |           | [ 4 ] [ 15 ]         |
| 2017 | Mándity István            | biokémia                   | MTA Természettudományi Kutatóközpont                        | MTA TTK Lendület Mesterséges Transzporter Kutatócsoport                                      | Bioinspirált mesterséges proteinmimetikus klorid transzporterek tervezése és szintézise | I.        | [ 4 ] [ 15 ]         |
| 2017 | Nemes-Incze Péter         | szilárdtestfizika          | MTA Energiatudományi Kutatóközpont                          | MTA EK Lendület Topológia Nanoszerkezetekben Kutatócsoport                                   | Topológiailag nem triviális fázisok réteges anyagok heterostruktúráiban | I.        | [ 4 ] [ 15 ]         |
| 2017 | Pál Csaba                 | gyógyszerészet             | MTA Szegedi Biológiai Kutatóközpont, FastVentures Zrt.      | MTA SZBK Lendület Kísérleti Evolúcióbiológiai Kutatócsoport                                  | Új molekuláris technikák fejlesztése rezisztenciabiztos antibiotikumok azonosítására |           | [ 4 ] [ 15 ]         |
| 2017 | Pálvölgyi Dömötör         | hálózattudomány            | Eötvös Loránd Tudományegyetem                               | MTA-ELTE Lendület Kombinatorikus Geometria Kutatócsoport                                     | Színezések a kombinatorikus geometriában |           | [ 4 ] [ 15 ]         |
| 2017 | Sonkoly Balázs            | informatika                | Budapesti Műszaki és Gazdaságtudományi Egyetem, Ericsson AB | MTA-BME Lendület Hálózat Szoftverizációs Kutatócsoport                                       | Hálózatok szoftverizálása a felhőben és a felhők alatt | III.      | [ 4 ] [ 15 ] [ 82 ]  |
| 2017 | Szilágyi István           | kémia                      | Szegedi Tudományegyetem                                     | MTA-SZTE Lendület Biokolloidok Kutatócsoport                                                 | Antioxidáns hatású nanokompozit diszperziók kifejlesztése |           | [ 4 ] [ 15 ]         |
| 2017 | Timinszky Gyula           | genetika                   | MTA Szegedi Biológiai Kutatóközpont                         | MTA SZBK Lendület DNS Károsodás és Sejtmagi Dinamika Kutatócsoport                           | Sejtmagi dinamika a DNS javítása során |           | [ 4 ] [ 15 ]         |
| 2017 | Török Péter               | ökológia                   | Debreceni Egyetem                                           | MTA-DE Lendület Funkcionális és Restaurációs Ökológiai Kutatócsoport                         | Új frontok a restaurációs ökológiában: A környezetbarát infrastruktúra kiépítésének és fenntartásának ökológiai szempontú elmélete | II.       | [ 4 ] [ 15 ]         |
| 2018 | Batáry Péter              | ökológia                   | MTA Ökológiai Kutatóintézet                                 |                                                                                              | |           | [ 83 ]               |
| 2018 | Bárd Petra Dóra           | jogtudomány                | Eötvös Loránd Tudományegyetem                               |                                                                                              | A gyűlölet-bűncselekmények elleni büntetőjogi küzdelem és a kisebbségvédelem társadalmi feltételei |           | [ 83 ]               |
| 2018 | Bárth Dániel              | történelem                 | Eötvös Loránd Tudományegyetem                               |                                                                                              | |           | [ 83 ]               |
| 2018 | Berényi Antal             | orvostudomány              |                                                             |                                                                                              | |           | [ 83 ]               |
| 2018 | Bíró Anikó                | közgazdaságtan             | MTA Közgazdaság- és Regionális Tudományi Kutatóközpont      |                                                                                              | |           | [ 83 ]               |
| 2018 | Bunford Nóra              | pszichológia               | MTA Természettudományi Kutatóközpont                        |                                                                                              | |           | [ 83 ]               |
| 2018 | Dóra Balázs               | szilárdtestfizika          | Budapesti Műszaki és Gazdaságtudományi Egyetem              |                                                                                              | Topológia és korreláció kvantumrendszerekben |           | [ 83 ]               |
| 2018 | Enyedi Balázs             | orvostudomány              | Semmelweis Egyetem                                          |                                                                                              | |           | [ 83 ]               |
| 2018 | Földváry Miklós           | egyháztörténet             | Eötvös Loránd Tudományegyetem                               |                                                                                              | |           | [ 83 ]               |
| 2018 | Gácser Attila             | biológia                   | Szegedi Tudományegyetem                                     |                                                                                              | |           | [ 83 ]               |
| 2018 | Horváth Péter             | bioinformatika             | MTA Szegedi Biológiai Kutatóközpont                         |                                                                                              | |           | [ 83 ]               |
| 2018 | Kovács István             | geológia                   | MTA Csillagászati és Földtudományi Kutatóközpont            |                                                                                              | |           | [ 83 ]               |
| 2018 | London Gábor              | kémia                      | MTA Természettudományi Kutatóközpont                        |                                                                                              | |           | [ 83 ]               |
| 2018 | Lukács Ágnes              | pszichológia               | Budapesti Műszaki és Gazdaságtudományi Egyetem              |                                                                                              | |           | [ 83 ]               |
| 2018 | Mosonyi Milán             | kvantum-információelmélet  | Budapesti Műszaki és Gazdaságtudományi Egyetem              |                                                                                              | |           | [ 83 ]               |
| 2018 | Orbulov Imre Norbert      | anyagtudomány              | Budapesti Műszaki és Gazdaságtudományi Egyetem              |                                                                                              | |           | [ 83 ]               |
| 2018 | Szabó Róbert              | csillagászat               | MTA Csillagászati és Földtudományi Kutatóközpont            |                                                                                              | |           | [ 83 ]               |
| 2018 | Tarczay György            | asztrokémia                | Eötvös Loránd Tudományegyetem                               |                                                                                              | |           | [ 83 ]               |
| 2018 | Tóth Zsombor              | történelem                 | MTA Bölcsészettudományi Kutatóközpont                       |                                                                                              | Hosszú reformáció Magyarországon és Erdélyben: konfesszionalizációk és irodalmi kultúrák a korai újkorban (1500–1800) |           | [ 83 ]               |
| 2018 | Véghseő Tamás             | egyháztörténet             | Szent Atanáz Görögkatolikus Hittudományi Főiskola           |                                                                                              | Görögkatolikus örökség |           | [ 83 ]               |
| 2018 | Veres-Székely Anna        | pszichológia               | Eötvös Loránd Tudományegyetem                               |                                                                                              | |           | [ 83 ]               |
| 2019 | Antal Miklós              | humánökológia              | Eötvös Loránd Tudományegyetem                               |                                                                                              | |           | [ 84 ]               |
| 2019 | Czagány Zsuzsa            | zenetörténet               | MTA Bölcsészettudományi Kutatóközpont Zenetudományi Intézet |                                                                                              | |           | [ 84 ]               |
| 2019 | Czakó Gábor               | elméleti kémia             | Szegedi Tudományegyetem                                     |                                                                                              | |           | [ 84 ]               |
| 2019 | Dombóvári Zoltán          | gépészmérnöki tudományok   | Budapesti Műszaki és Gazdaságtudományi Egyetem              |                                                                                              | |           | [ 84 ]               |
| 2019 | Enyedy Éva Anna           | kémia                      | Szegedi Tudományegyetem                                     |                                                                                              | |           | [ 84 ]               |
| 2019 | Geml József               | biológia                   | Eszterházy Károly Egyetem                                   |                                                                                              | |           | [ 84 ]               |
| 2019 | Hartmann Bálint           | villamosmérnöki tudományok | Budapesti Műszaki és Gazdaságtudományi Egyetem              |                                                                                              | |           | [ 84 ]               |
| 2019 | Hites Sándor Balázs       | irodalomtörténész          | MTA Bölcsészettudományi Kutatóközpont                       |                                                                                              | |           | [ 84 ]               |
| 2019 | Horváth Gergely Krisztián | társadalomtörténész        | MTA Bölcsészettudományi Kutatóközpont                       |                                                                                              | |           | [ 84 ]               |
| 2019 | Jeney Viktória            | orvostudomány              |                                                             |                                                                                              | |           | [ 84 ]               |
| 2019 | Maurovich-Horvat Pál      | orvostudomány              | Semmelweis Egyetem                                          |                                                                                              | |           | [ 84 ]               |
| 2019 | Nagy László               | biológia                   | MTA Szegedi Biológiai Kutatóközpont                         |                                                                                              | |           | [ 84 ]               |
| 2019 | Nagy Máté                 | biológiai fizika           | Eötvös Loránd Tudományegyetem                               |                                                                                              | |           | [ 84 ]               |
| 2019 | Pach Péter Pál            | matematika                 | Budapesti Műszaki és Gazdaságtudományi Egyetem              |                                                                                              | |           | [ 84 ]               |
| 2019 | Valkó Orsolya             | ökológia                   | Debreceni Egyetem                                           |                                                                                              | |           | [ 84 ]               |
| 2019 | Vértesi Tamás Ferenc      | fizika                     | MTA Atommagkutató Intézet                                   |                                                                                              | |           | [ 84 ]               |